# Instytut Bezpieczeństwa Wewnętrznego Państwowej Wyższej Szkoły Zawodowej w Nysie
Część zawartości tej strony może naruszać prawa autorskie.
Tekst źródłowy prawdopodobnie pochodzi z:
http://pwsz.nysa.pl/index.php?p=5,57,0,0,-1,476
1. Nie usuwaj tego szablonu. Zostanie on usunięty, jeżeli prawa autorskie tego artykułu zostaną wyjaśnione.
2. Jeżeli potrafisz, napisz artykuł tak, aby nie naruszał praw autorskich.
3. Jeżeli masz prawa autorskie do tej treści lub masz zgodę na publikację zgodną z naszą licencją, prosimy, napisz o tym na stronie dyskusji tego artykułu i na stronie Wikipedia:Lista NPA oraz zastosuj procedurę zamieszczania haseł wcześniej opublikowanych.
4. Artykuł zostanie usunięty, jeżeli status praw autorskich do zawartych w nim treści nie zostanie wyjaśniony.

Powielanie materiałów chronionych prawami autorskimi – bez zezwolenia właściciela tych praw – jest pogwałceniem obowiązującego prawa, jest też sprzeczne z ustaleniami Wikipedii. Osobom, które regularnie wstawiają takie materiały, może zostać odebrane uprawnienie edytowania Wikipedii.
Wydział Nauk o Bezpieczeństwie Państwowej Wyższej Szkoły Zawodowej w Nysie (WNoB PWSZ w Nysie; dawniej pod nazwą Instytut Bezpieczeństwa Wewnętrznego) - jednostka dydaktyczno-naukowa należąca do struktur Państwowej Wyższej Szkoły Zawodowej w Nysie. Posiada uprawnienia do nadawania tytułu zawodowego licencjata oraz magistra. Jest jednostką interdyscyplinarną prowadzącą działalność dydaktyczną i badawczą związaną takim naukami jak: psychologia, historia, socjologia, politologia, prawo, wojskowość, które wiążą się z tematyką bezpieczeństwa wewnętrznego. Instytut zasadniczo oferuje studia na kierunku bezpieczeństwo wewnętrzne o specjalnościach: bezpieczeństwo systemów informatycznych i bezpieczeństwo ekonomiczne. Kształci on studentów na studiach stacjonarnych i studiach niestacjonarnych. Aktualnie zatrudnionych jest 10 pracowników naukowo-dydaktycznych, z czego 1 na stanowisku profesora zwyczajnego, 1 profesor nadzwyczajny z tytułem naukowym doktora habilitowanego, 1 wykładowca ze stopniem naukowym doktora habilitowanego, 6 ze stopniem naukowym doktora i 1 asystent z tytułem magistra. W roku akademickim 2011/2012 na instytucie studiowało łącznie 360 studentów (z czego 230 w trybie dziennym i 130 w trybie zaocznym). 
Instytut Bezpieczeństwa Wewnętrznego jest najmłodszą jednostką organizacyjną nyskiej uczelni, która została założona w 2010 roku. Siedzibą instytutu jest budynek F Collegium Philologicum im. Maxa Herrmanna-Neisse przy ul. Armii Krajowej 21. Budynek ten o łączne powierzchni 885 m² mieście w sobie dziekanaty: Instytutu Neofilologii oraz Instytutu Bezpieczeństwa wewnętrznego, Studium Języków Obcych, Centrum Pisania i Czytania, 9 sal ćwiczeniowych n 212 miejsc, laboratorium językowe oraz sala wykładowa na 73 miejsca. Dawniej w budynkach Collegium mieściło się kasyno wojskowe i Wojskowa Komenda Uzupełnień.

## Adres
Wydział Nauk o Bezpieczeństwie PWSZ w Nysie

Collegium Philologicum 

ul. Armii Krajowej 21 

48-300 Nysa

## Władze
- Dziekan: dr hab. inż. Marek Zbigniew Kulisz, prof. PWSZ w Nysie[7]
- Prodziekan: dr Janusz Kawalec[7]

## Pracownicy
W Instytucie Bezpieczeństwa Wewnętrznego PWSZ w Nysie pracuje obecnie 10 pracowników naukowo-dydaktycznych, z czego 1 na stanowisku profesora zwyczajnego, 1 profesor nadzwyczajny z tytułem naukowym doktora habilitowanego, 1 wykładowca ze stopniem naukowym doktora habilitowanego, 6 ze stopniem naukowym doktora i 1 asystent z tytułem magistra Pochodzą oni z takich uczelni jak: Akademia im. Jana Długosza w Częstochowie, Uniwersytet Zielonogórski, Politechnika Opolska, Wyższa Szkoła Zarządzania "Edukacja" we Wrocławiu i Akademia Obrony Narodowej w Warszawie:
- dr hab. Janusz Fałowski, prof. PWSZ w Nysie
- dr hab. inż. Marek Kulisz prof. PWSZ w Nysie
- dr Grzegorz Kwaśniak
- dr Winicjusz Karwowski
- dr Janusz Kawalec
- dr Grzegorz Chmielewski
- dr Grzegorz Mazur
- dr Tadeusz Iwanek, prof. PWSZ w Nysie
- mgr Dariusz Bednarz
- mgr Józef Barcik
- mgr inż. Marek Makówka

## Kierunki kształcenia
Instytut Bezpieczeństwa Wewnętrznego PWSZ w Nysie oferuje kształcenie na kierunku bezpieczeństwo wewnętrzne. W czasie studiów na II roku studenci mają możliwość wyboru jednej z dwóch oferowanych specjalności:
- bezpieczeństwo systemów informatycznych - zdobycie dodatkowych umiejętności z zakresu zarządzania bezpieczeństwem informacyjnym w organach administracji publicznej i przedsiębiorstwach.
- bezpieczeństwo ekonomiczne - daje niezbędne umiejętności w zakresie zarządzania bezpieczeństwem ekonomicznym oraz ryzykiem w operacjach biznesowych i finansowych
- kryminologia i kryminalistyka- umożliwia zdobycie niezbędnej wiedzy i umiejętności w zakresie taktyki i techniki kryminalistycznej, prawa i postępowania karnego
- zarządzanie systemami bezpieczeństwa

Ukończenie studiów na kierunku bezpieczeństwo narodowe umożliwia absolwentom podjęcie pracy w organach administracji rządowej i samorządowej na wszystkich stanowiskach związanych bezpośrednio lub pośrednio z bezpieczeństwem, zarządzać bezpieczeństwem informacyjnym we wszelkich organizacjach publicznych, zarządzać bezpieczeństwem ekonomicznym swojego przedsiębiorstwa lub podjąć dalszą naukę na studiach magisterskich na innych wybranych kierunkach w Polsce lub za granicą, w tym m.in. na politologii, administracji, ekonomii, finansach publicznych lub na uczelniach służb mundurowych.
Studia drugiego stopnia na kierunku bezpieczeństwo wewnętrzne z założenia są ukierunkowane na doskonalenie profilu zawodowego osoby, która ukończyła studia pierwszego stopnia, a swoje życie zawodowe chce realizować w ramach procesu przeciwdziałania szeroko rozumianym wyzwaniom bezpieczeństwa XXI wieku w ramach wewnętrznego funkcjonowania państwa, a także dowolnej organizacji. Studia te dają możliwość ukierunkowania się absolwenta w ramach następujących specjalności:
- bezpieczeństwo społeczności lokalnych,
- służby i formacje ochrony bezpieczeństwa wewnętrznego;
- zarządzanie w sytuacjach kryzysowych.

Absolwenci studiów drugiego stopnia na kierunku bezpieczeństwo wewnętrzne będą dysponować szeroką wiedzą oraz umiejętnościami w zakresie:
- współczesnych uwarunkowań procesów i zjawisk towarzyszących rozwojowi społeczeństw, a także wpływu koncepcji geopolitycznych współczesnego świata na proces kształtowania bezpieczeństwa wewnętrznego państw regionu;
- analizy uwarunkowań współczesnego środowiska bezpieczeństwa wewnętrznego państwa oraz procesu zaspokajania potrzeb społecznych w tej dziedzinie;
- zasad stanowienia prawych podstaw bezpiecznej egzystencji i rozwoju w ramach różnych płaszczyzn bezpieczeństwa wewnętrznego w Polsce;
- systemowego zapewniania bezpieczeństwa wewnętrznego w państwie oraz w relacjach międzynarodowych;
- procesu zapewniania potrzeb bezpieczeństwa społeczności lokalnych, jak i całego narodu;
- procesu zarządzania projektami w dziedzinie bezpieczeństwa wewnętrznego, z zachowaniem ochrony wartości intelektualnej, przemysłowej, zasad kontroli i audytu oraz zarządzania jakością w podmiotach bezpieczeństwa wewnętrznego;
- kreowania założeń budowy złożonych modeli działania (systemów) w obszarze bezpieczeństwa wewnętrznego
- dokonywania merytorycznych analiz wyzwań środowiska bezpieczeństwa warunkujących skuteczność i efektywność działania instytucji pomocy społeczeństwu na poziomie lokalnym, jak i służb i formacji ochronnych działających w obszarze bezpieczeństwa wewnętrznego państwa
- prowadzenia pogłębionych analiz problemów związanych z funkcjonowaniem elementów systemu bezpieczeństwa wewnętrznego wraz merytorycznymi propozycjami racjonalnych rozwiązywań;
- umiejętności interpretacji tekstów i materiałów odnoszących się do różnych płaszczyzn bezpieczeństwa wewnętrznego;
- kierowania pracami zespołów ekspertów z jednej lub wielu dziedzin bezpieczeństwa wewnętrznego, prowadzenia merytorycznej debaty, eksperckiej oceny przedstawianej argumentacji przygotowania pisemnych raportów z uzasadnionymi wnioskami;
- posługiwania się językiem obcym na poziomie B2+ Europejskiego Systemu Opisu Kształcenia Językowego oraz w wyższym stopniu w zakresie specjalistycznej terminologii właściwej dla wybranych dziedzin nauk społecznych.

Absolwent studiów II stopnia będzie posiadał również istotne kompetencje społeczne dotyczące w szczególności:
- otwartości umysłu na nowe idee, trendy i nurty, w dziedzinie bezpieczeństwa wewnętrzne-go, które ułatwią wyjaśnianiu złożonych zjawisk społecznych w tej dziedzinie;
- do samodzielnego działania oraz formułowania propozycji do podejmowania skoordynowanych działań przez zespoły zadaniowe z różnych płaszczyzn bezpieczeństwa wewnętrznego, prowadzenia krytycznej analizy pozyskiwanych materiałów i opracowań;
- myślenia i działania w sposób przedsiębiorczy, podejmowania inicjatyw w zakresie wprowadzania nowoczesnych zasad i norm działania adekwatnie do wyzwań, a w sytuacji zagrożenia życia i zdrowia jednostki lub grupy społecznej do określania racjonalnych priorytetów działania
- pełnienia roli menedżera bezpieczeństwa wewnętrznego (z zachowaniem profesjonalizmu i etycznych zasad postępowania) zarówno w zespołach pomocy jednostkom oraz grupom społecznym, jak i jednostkach, służbach oraz formacjach ochrony w procesie przeciwdziałania zagrożeniom bezpieczeństwa wewnętrznego.

Zdobyta wiedza merytoryczna, nabyte praktyczne umiejętności, a także kompetencje społeczne pozwolą absolwentowi studiów drugiego stopnia kierunku bezpieczeństwo wewnętrzne, z tytułem zawodowym magistra, znaleźć zatrudnienie przede wszystkim w atrakcyjnych zawodach związanych z pracą w komórkach ds. bezpieczeństwa przedsiębiorstw, firm, organizacji, administracji publicznej (głównie w strukturach zarządzania kryzysowego administracji rządowej i samorządowej), w agencjach ochrony osób i mienia, firmach zajmujących się instalowaniem i realizowaniem monitoringu, biurach detektywistycznych, w wywiadowniach gospodarczych itp. instytucjach. Możliwość zatrudnienia dla absolwentów o najwyższych kwalifikacjach wynika z potrzeb kadrowych służb, straży i inspekcji (np. Policji, Państwowej Straży Pożarnej, Straży Granicznej, Służby Celnej, Służby Więziennej, Straży Ochrony Kolei, itp.).
Studia te są również ofertą edukacyjną dla pracowników i kandydatów na funkcjonariuszy służb mundurowych, inspekcji, formacji ochronnych i innych organizacji o podobnym charakterze. Ponadto z oferty edukacyjnej mogą skorzystać żołnierze Wojsk Obrony Terytorialnej, w zakresie współpracy na poziomie lokalnym ze służbami bezpieczeństwa wewnętrznego. Oceny potrzeb rynku pracy dokonywane okresowo na podstawie ankiet przez Uczelnię (Biuro Karier i Badania Rynku Pracy) wskazują, że środowisko zawodowe i przyszli pracodawcy oczekują, że absolwenci studiów II stopnia kierunku bezpieczeństwo wewnętrzne będą realizować zadania typowe dla:
- konsultantów z zakresu bezpieczeństwa;
- kreatorów projektów bezpiecznego bytu i rozwoju,
- menedżerów systemów bezpieczeństwa,
- specjalistów w dziedzinie bezpieczeństwa,
- planistów i bezpośrednich organizatorów pracy lub koordynatorów grup wykonawców zadań z zakresu zapewnienia bezpieczeństwa wewnętrznego.